# Лу Юн
Лу Юн  (кит.: 陆永, 1 січня 1986) — китайський важкоатлет, олімпійський чемпіон.

## Виступи на Олімпіадах
| Олімпіада  | Дисципліна | Місце |
| ---------- | ---------- | ----- |
| Пекін 2008 | до 85 кг   | 1     |